# Famicom Disk System
Pour les articles homonymes, voir FDS.
Le Famicom Disk System ou FDS (Family Computer Disk System) est un périphérique de la console de jeux vidéo Famicom sorti le 21 février 1986 au Japon. Vendu par Nintendo, il se place sous la console et utilise un format propriétaire de disquette permettant de stocker des jeux. La version américaine, prévue pour fin 1986, n'a jamais été publiée.

## Genèse
Fin 1984, Nintendo commence déjà à réfléchir à l'après-Famicom, car elle n'imagine pas que sa console puisse rester viable commercialement encore de longues années. Le principal problème lié à la première console de salon, c'est sa capacité de stockage mémoire et Nintendo décide donc d'y remédier en élaborant une extension matérielle pour sa console permettant de lire des disquettes, lesquelles disposent d'une plus grande capacité de mémoire et en outre offrant la possibilité de sauvegarder les parties.

## Caractéristiques

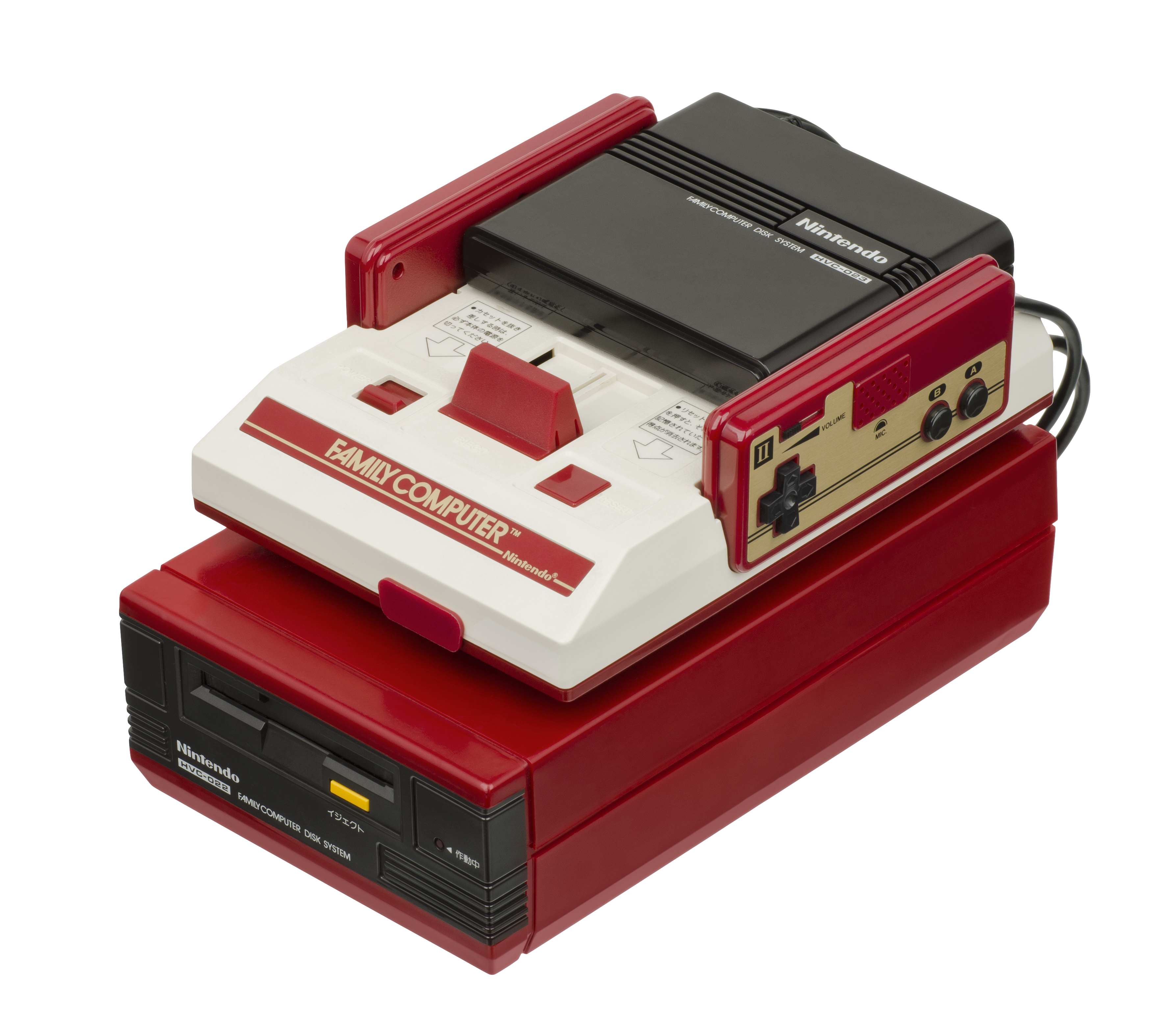
Un Disk System couplé à une Famicom.

L'appareil est relié (par un câble) à une cartouche modifiée (portant le nom d'adaptateur RAM) qui se place dans le port cartouche de la console.
L'adaptateur RAM contient 32 kilooctets de RAM pour le stockage de programmes temporaires, 8 kilooctets de RAM pour stocker des sprites, circuit intégré ASIC
et il inclut un processeur sonore possédant une table d'ondes (wavetable) primitive ainsi qu'un synthétiseur FM permettant au jeu d'avoir une musique plus riche que ses homologues sur cartouche .
Le périphérique peut être aussi bien branché sur une prise électrique que fonctionner avec 6 piles de taille C.

## Les bornes Disk Writer
Les disquettes du Famicom Disk System étaient ré-inscriptibles, c'est-à-dire que l'on pouvait acheter un jeu sur format disquette mais, une fois le jeu fini par exemple, on pouvait télécharger sur sa disquette un nouveau jeu au choix via une borne spéciale, le Disk Writer. Cette borne spéciale était disponible dans de nombreux centres commerciaux et magasins du Japon.

## La Twin Famicom

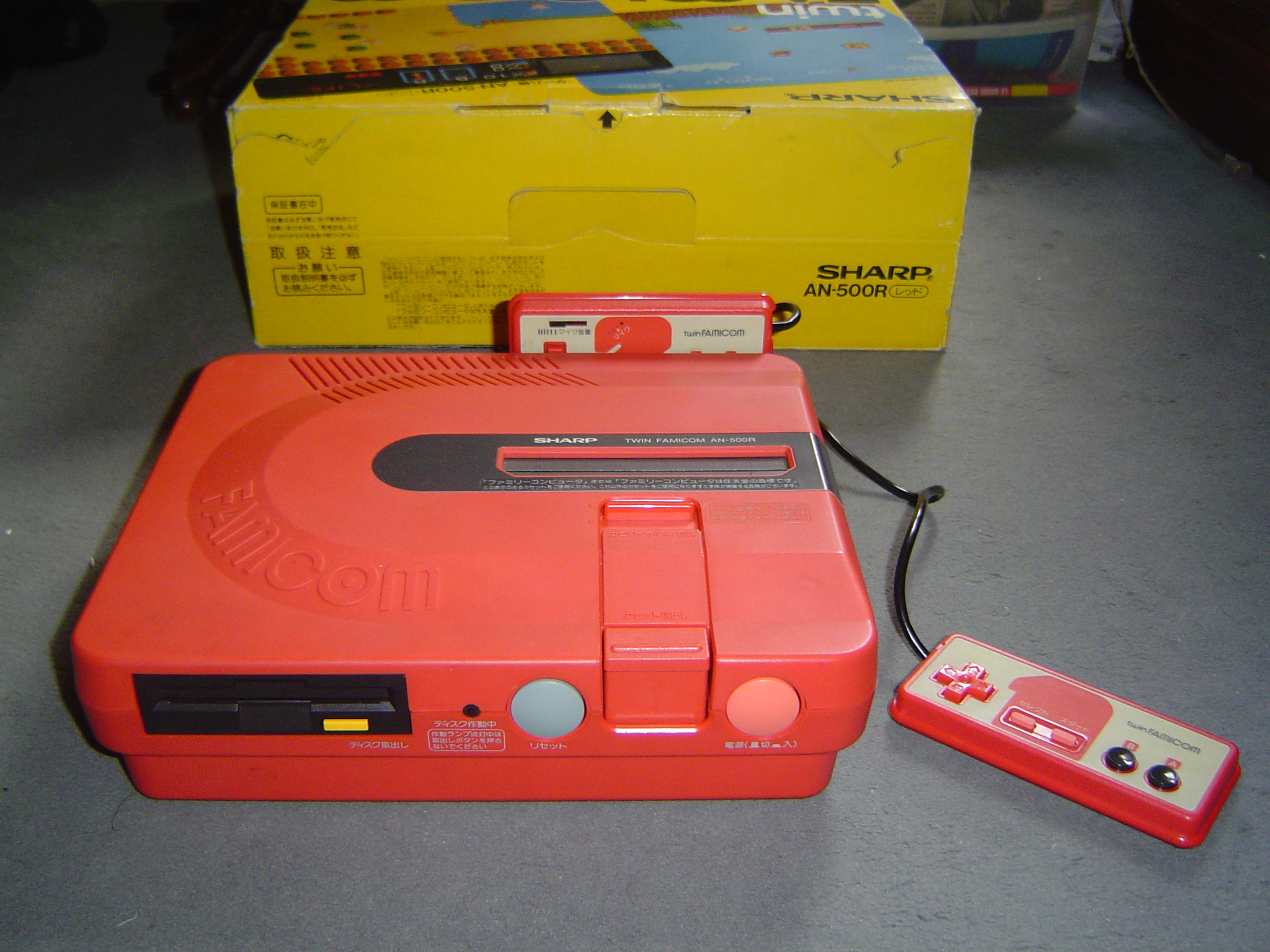
SHARP Twin Famicom (AN 500 R).

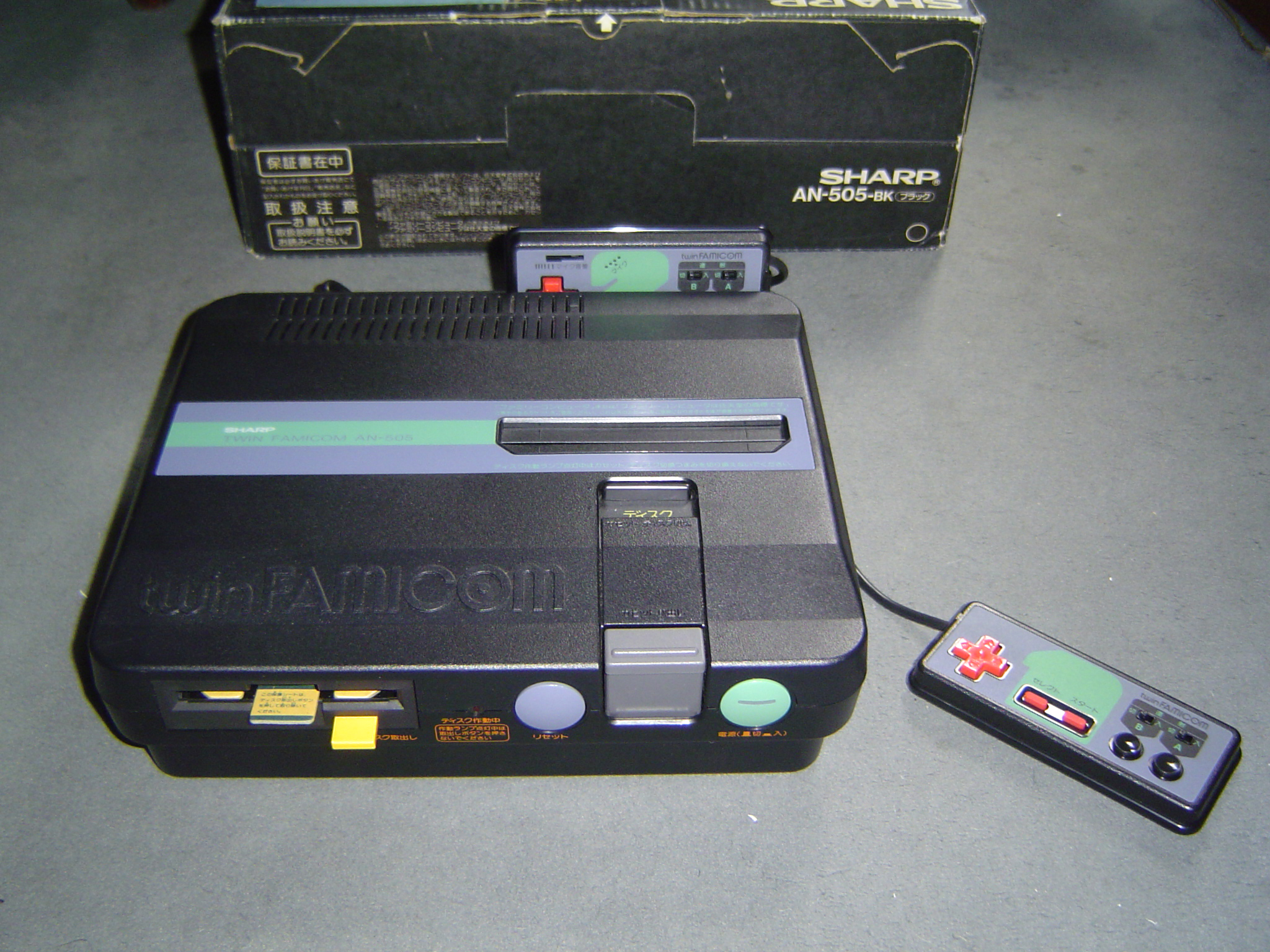
SHARP Twin Famicom (AN 505 BK).

Sharp réalisa (sous licence de Nintendo) la Twin Famicom qui était en fait une console Famicom intégrant directement le Disk System. Il y a eu deux modèles de Twin Famicom, chacun en deux couleurs. La AN 500 (l'une appelée AN 500 R pour Red et l'autre appelée AN 500 B pour Black), et la AN 505, une machine avec un design légèrement différent, également disponible en rouge ou en noir, qui se distingue quant à elle par un trait vert clair sur toute sa longueur,.

## Jeux

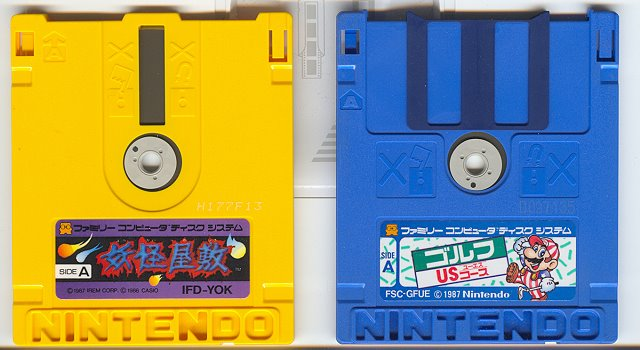
Disquettes de jeux du Disk System

Des grandes séries Nintendo telles que Super Mario ou encore Metroid ont été adaptées sur le Famicom Disk System. The Legend of Zelda a été créé pour ce système. Plusieurs jeux sur FDS ont remporté beaucoup de succès au Japon (Shin Onigashima, Famicom Tantei Club, etc.).
Le jeu le plus vendu du périphérique est Super Mario Bros. 2, connu hors Japon sous le nom de Super Mario Bros.: The Lost Levels, avec  près de 2,65 millions d'exemplaires écoulés sur l'archipel nippon.
Le Famicom Disk System a bénéficié de la sortie d'environ 230 jeux au Japon .